# Ring (Vienne)
Pour les articles homonymes, voir Ring.
Le Ring (en allemand Wiener Ringstraße) est un boulevard annulaire, construit sur le tracé de l'ancienne enceinte de la ville, qui encercle le centre historique de Vienne (Innere Stadt). Il est bordé d'importants monuments de l'ancienne capitale impériale autrichienne et délimite le premier arrondissement de la ville. Aujourd'hui, le Ring est un des plus beaux boulevards de la capitale autrichienne.

## Historique

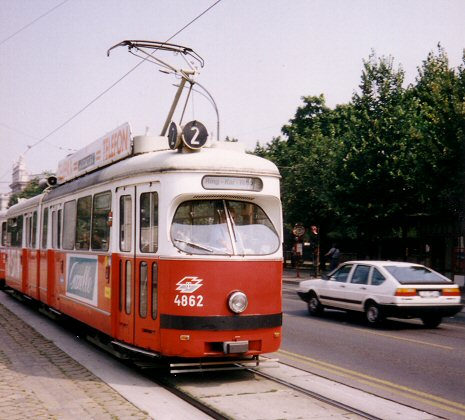
Tram n°2 tournant dans le sens anti-horaire sur le Ring, et voiture circulant dans l'autre sens.

Le 20 décembre 1857, l'empereur d'Autriche François-Joseph signe le décret invitant son ministre de l'intérieur Alexander von Bach, à préparer l'agrandissement de la capitale afin de la rénover et la moderniser. Il est alors décidé du démantèlement des remparts qui enferment la ville de Vienne afin de percer un large boulevard annulaire, la Ringstrasse, longé de bâtiments publics, de palais et de maisons de rapport : l'Opéra (1861-1869), le Kunsthistorisches Museum (Musée d'histoire de l'art, 1871-1890), le Musée d'Histoire naturelle (1871-1890), le Parlement (1874-1884), le Neues Rathaus (Hôtel de ville, 1872-1883) ou encore la Votivkirche (Église votive, 1856-1879) qui abrite le tombeau du héros du Siège de Vienne (1529), Niklas Salm. L'empereur favorable à l'émancipation des Juifs, ceux-ci y construisent des demeures somptueuses, tels le palais Epstein ou le palais Ephrussi (famille Ephrussi de banquiers juifs) mais certains Viennois antisémites voient d'un mauvais œil ce Ring devenir un boulevard d'élection des grandes familles juives, comme l'atteste un guide touristique de 1873 qui décrit sarcastiquement le Ring comme une « rue de Sion de la Nouvelle Jérusalem ».
Le Ring historique, parfois appelé « intérieur », offre aux véhicules une circulation en sens horaire, excepté pour les tramways, qui peuvent rouler dans les deux sens. Un second boulevard concentrique permet de tourner dans l'autre sens ; il est parfois appelé « Ring extérieur ».

## Monuments célèbres du Ring

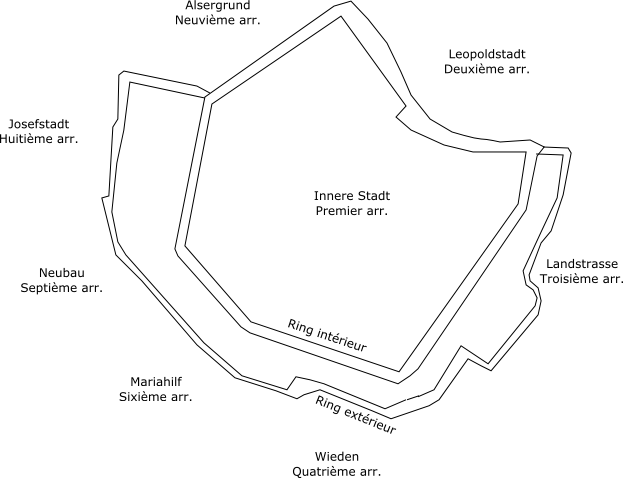
Schéma du Ring avec mention des arrondissements adjacents

- L’Opéra d'État de Vienne (Staatsoper)
- Palais de la Hofburg : Burggarten, Heldenplatz, Volksgarten
- Parlement autrichien
- Kunsthistorisches Museum et Museum d'histoire naturelle
- Rathaus (L'Hôtel de Ville)
- Palais Wiener von Welten
- Université de Vienne
- Burgtheater
- Votivkirche
- Bourse de Vienne
- Palais Todesco
- Palais Ephrussi
- Palais Hansen
- Palais Wertheim
- Stadtpark
- Schwarzenbergplatz
- Grand Hotel Wien

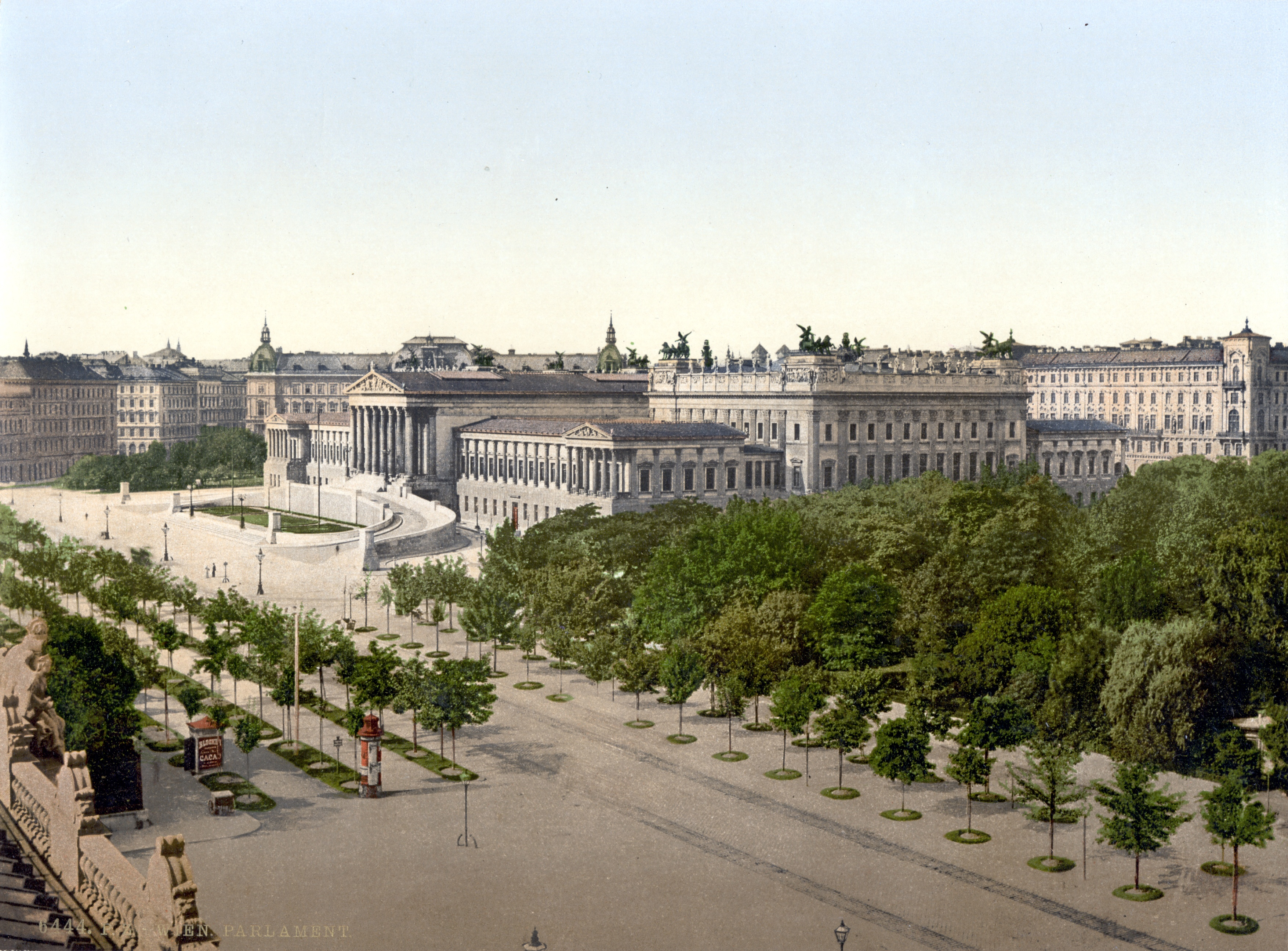
Le Parlement de Vienne
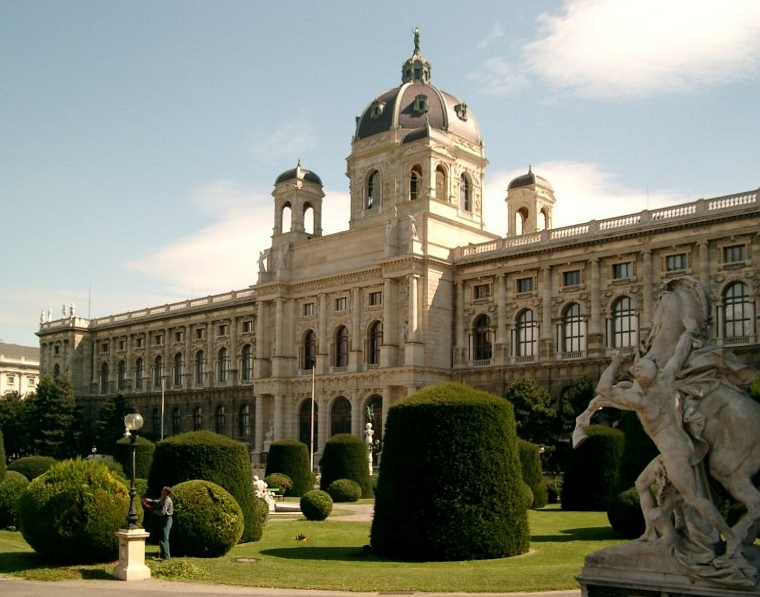
Le museum d'histoire naturelle
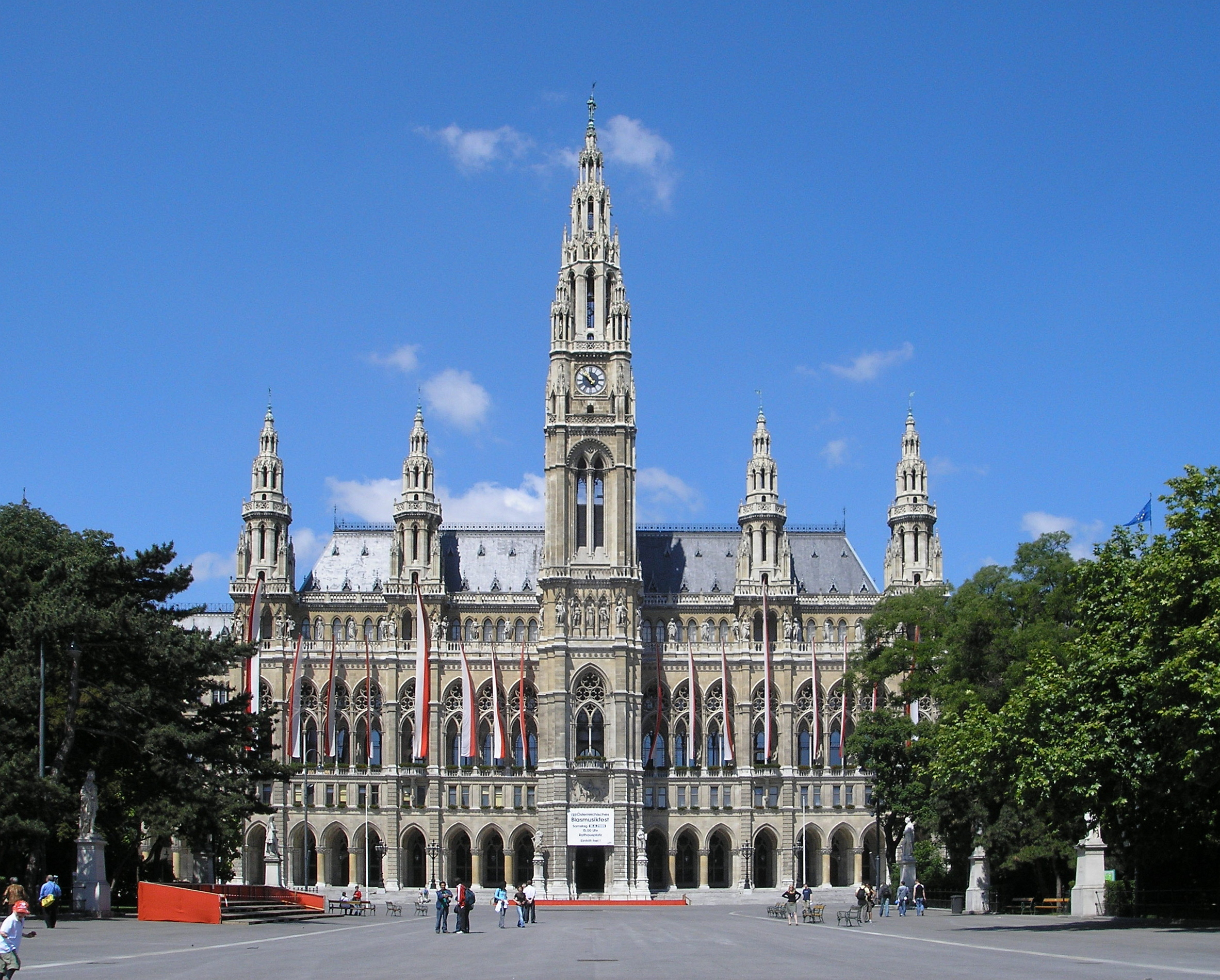
L'Hôtel de ville
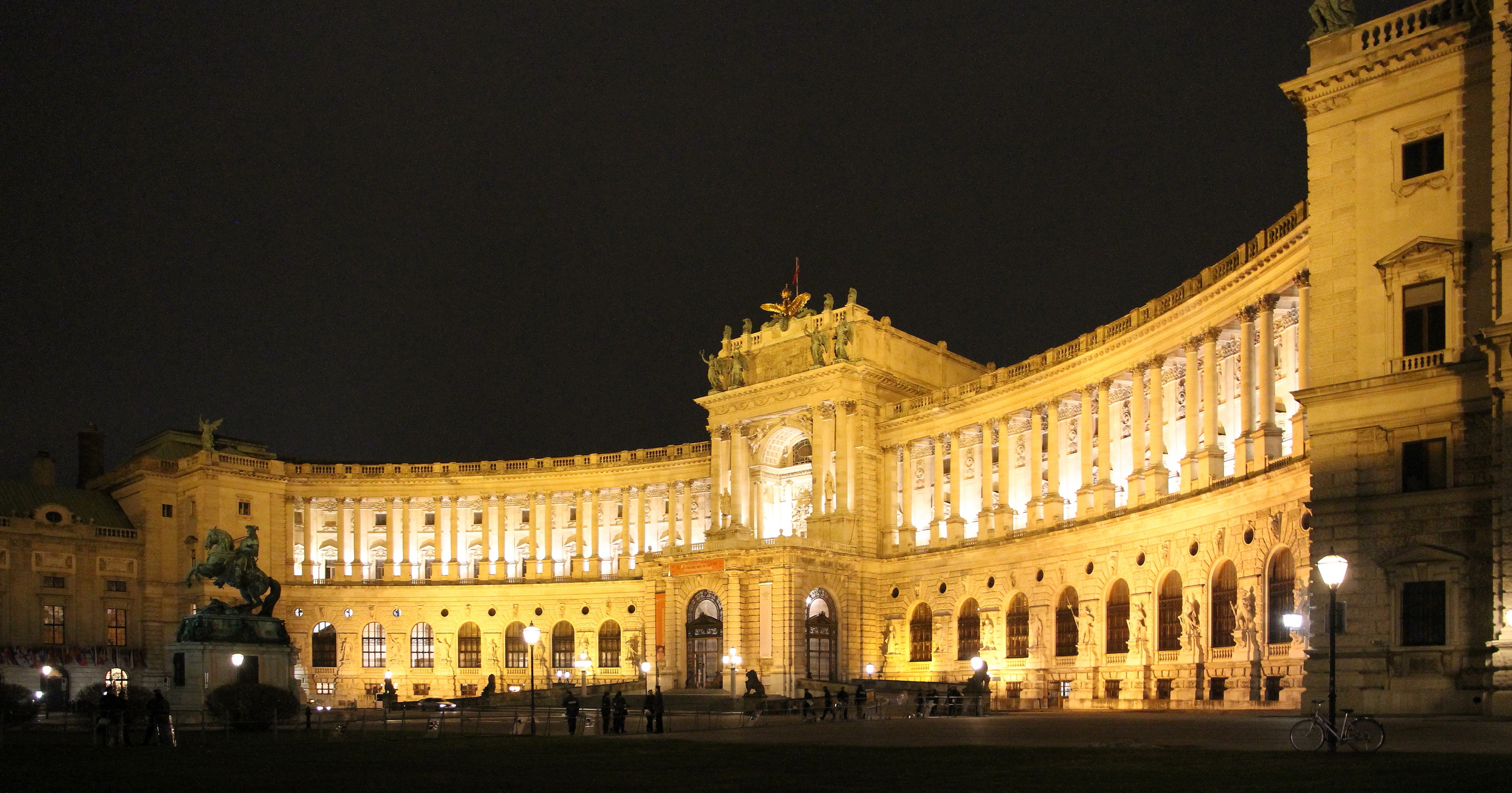
La Hofburg, Neue Burg
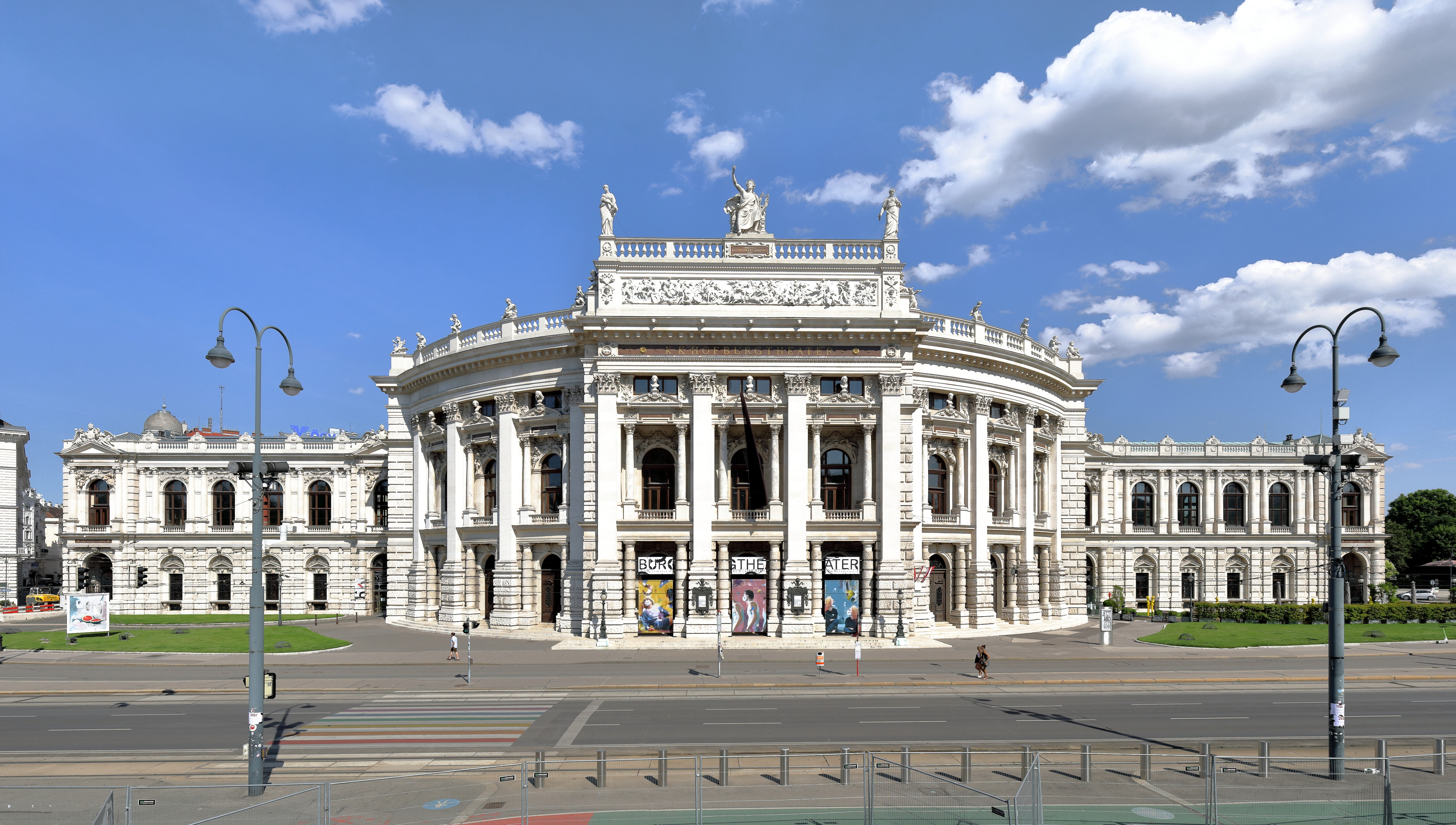
Le Burgtheater
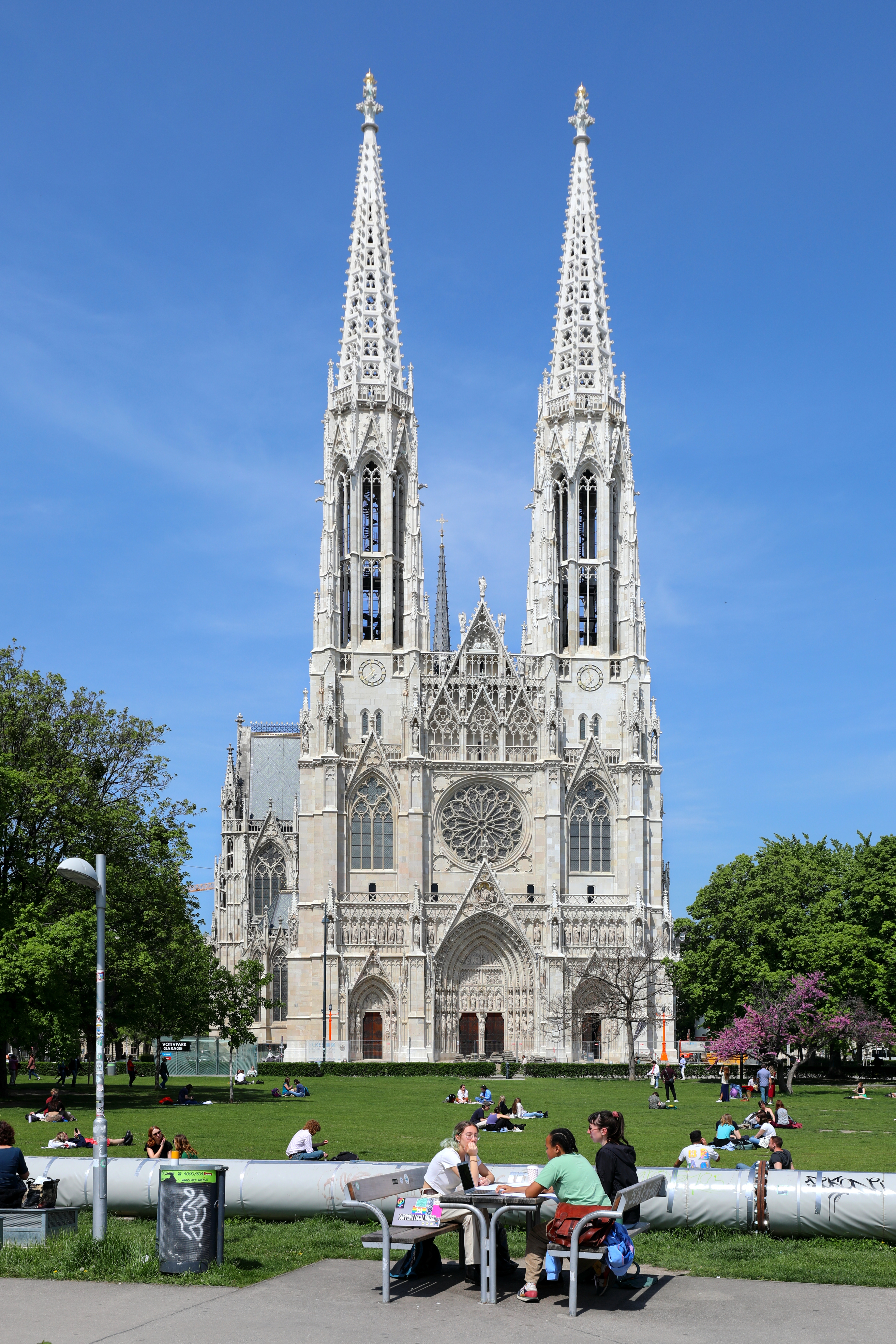
L'église votive de Vienne